# Nevroglobin
Nevroglobin je pripadnik družine globinov pri vretenčarjih, udeležen pri homeostazi kisika v celicah. Je znotrajcelični hemoprotein, prisoten v osrednjem in obkrajnem živčevju, možgansko-hrbtenjačni tekočini, mrežnici (retini) in endokrinih tkivih.
Sestavljen je iz ene polipeptidne verige, ki reverzibilno veže kisik z večjo afiniteto kot hemoglobin. Na ta način poveča zalogo kisika v možganih in ščiti pred poškodbami zaradi hipoksije in ishemije. V evolucijskem smislu je soroden globinom v živčevju nevretenčarjev. 
Nevroglobin je leta 2000 odkril Thorsten Burmester s sodelavci, trirazsežnostna struktura pa je bila določena leta 2003.  Nekateri znanstveniki trdijo, da nevroglobin prepušča dušikov oksid (NO) v celico, ki omogoča preživetje živčne celice (nevrona) in obnovo v primeru primankljaja kisika.